# Tilståelsesaftale
Tilståelsesaftale (engelsk plea bargaining) anvendes især i USA's straffeprocesser. Men tilståelsesaftale anvendes også i danske straffeprocesser. Forudsætningen for en tilståelsesaftale er, at den anklagede tilstår mindst en sag. En tilståelsesaftale indebærer fx, at den anklagede har forpligtet sig til at samarbejde med myndigheder ved at afgive forklaring i sager mod medgerningsmænd. Hvis den tiltalte tilsidesætter sin forpligtelse, vil tilsidesættelsen kunne medføre bortfald af de fordele i form af påtalefrafald og strafnedsættelse, som ellers var opnået eller stillet i udsigt.
Som udgangspunkt er en tilståelsesaftale, der går ud på, at tiltalte opnår strafnedsættelse ved at give anklagemyndigheden oplysninger om i sager om andre medgerningsmænd ikke lovlig i Danmark. Men det følger af straffeloven § 82, stk. 1, nr. 10, at det anses som en formildende omstændighed at indgå en sådan aftale.
I Danmark kan en tilståelsesaftale ofte omhandle, at den anklagede tilstår et mindre antal strafbare forhold; til gengæld frafalder anklagemyndigheden så nogle andre af de strafbare forhold, som oprindeligt var indeholdt i anklageskriftet.

## Kritik af tilståelsesaftale
Tilståelsesaftale kritiseres for at fremme en falsk tilståelse. Ved at afgive en falsk tilståelse kan den anklagede opnå nedsat straf. Dermed er der større risiko for at den anklagede vil afgive en falsk tilståelse for at opnå  lavere straf end ved at nægte sig skyldig og blive dømt af et nævningeting.